# Gondelbahn Grindelwald–Männlichen

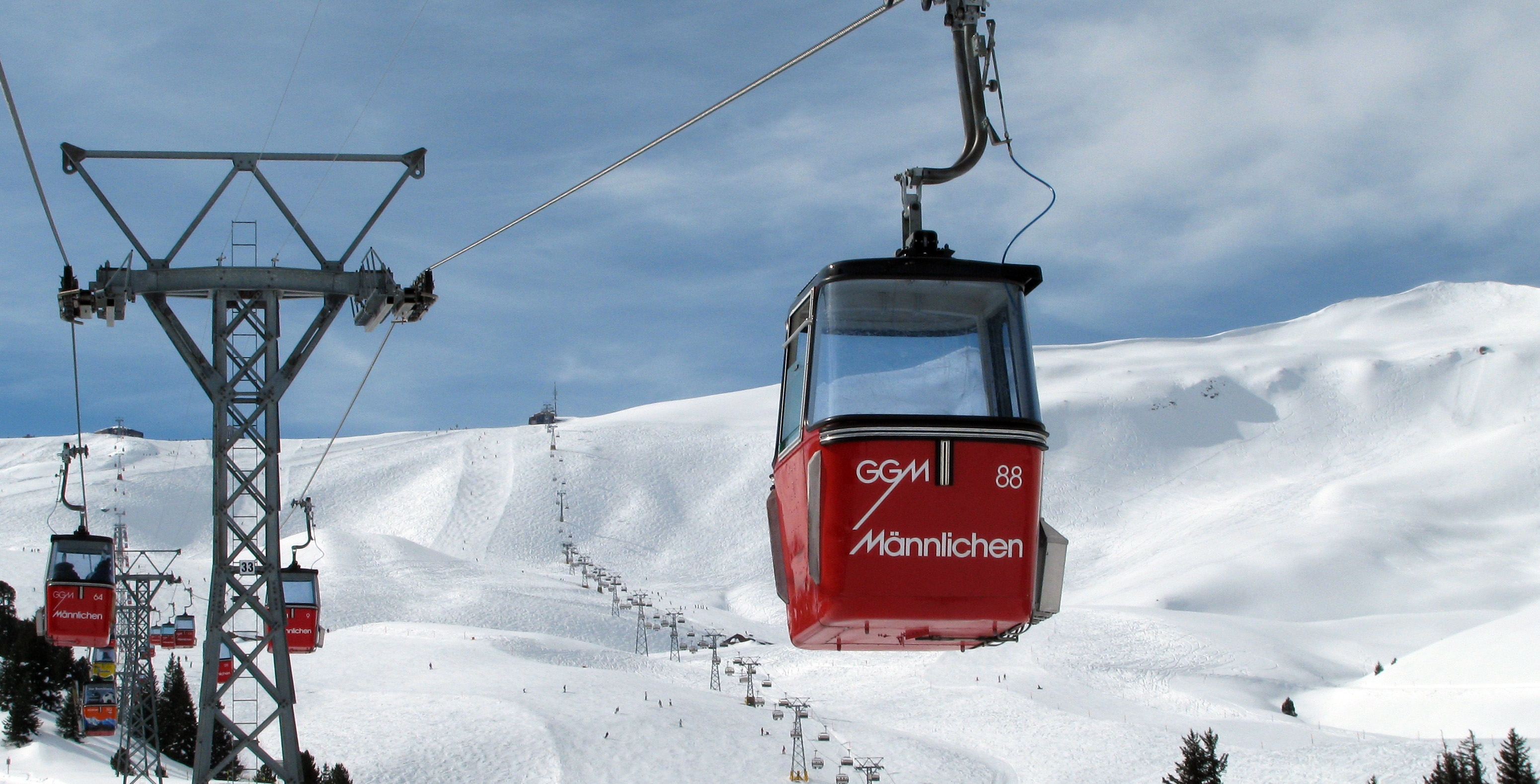
Bovensectie met uitzicht op het bergstation in de winter

De Gondelbahn Grindelwald–Männlichen (GGM), ook Männlichenbahn Grindelwald genoemd, is een gondelbaan in het Berner Oberland in Zwitserland, die vanaf Grindelwald naar de berg Männlichen gaat.

## Ligging en traject

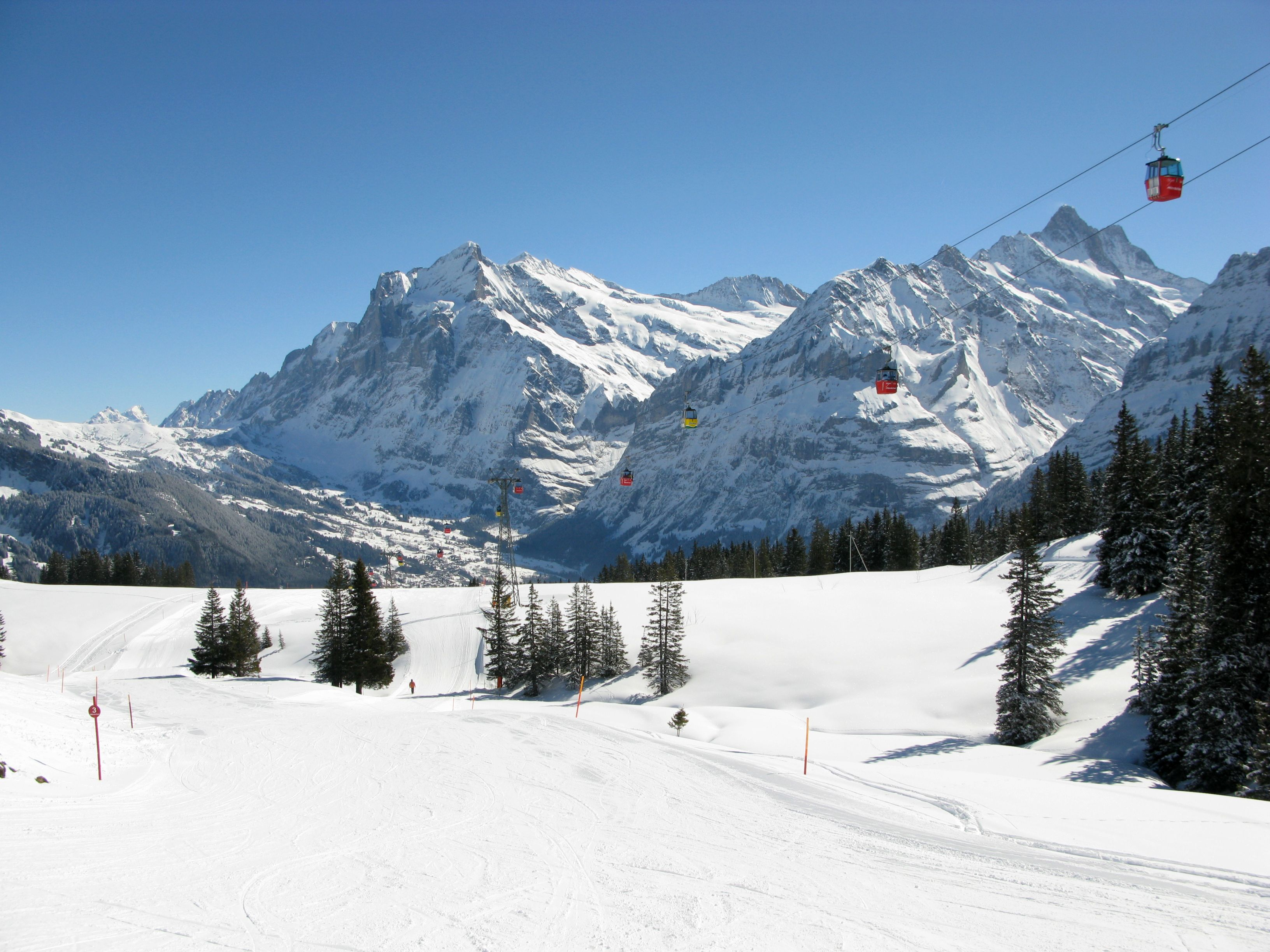
Uitzicht in het dal, op de achtergrond Wetterhorn en Schreckhorn

Het dalstation ligt in Grindelwald-Grund (937 m) op de dalbodem. Via tussenstation Holenstein (1624 m) gaat de baan naar het bergstation Männlichen (2225 m). De bovensectie verloopt lichtgeknikt, het hoogteverschil bedraagt in totaal 1288 meter. Vanaf het bergstation is het nog twintig minuten lopen naar de bergtop van de Männlichen (2343 m). Vlak bij het bergstation is er ook het bergstation van de kabelbaan Wengen–Männlichen, die de berg vanuit het westen bereikbaar maakt.
In de zomer dienen bergstation Männlichen en tussenstation Holenstein als beginpunten voor wandelingen. In de winter brengt de Männlichenbahn wintersporters in het skigebied Männlichen/Kleine Scheidegg. De skiërs en snowboarders hebben de beschikking over twintig bergbanen en liften met meer dan 100 kilometer pisten.

## Gegevens

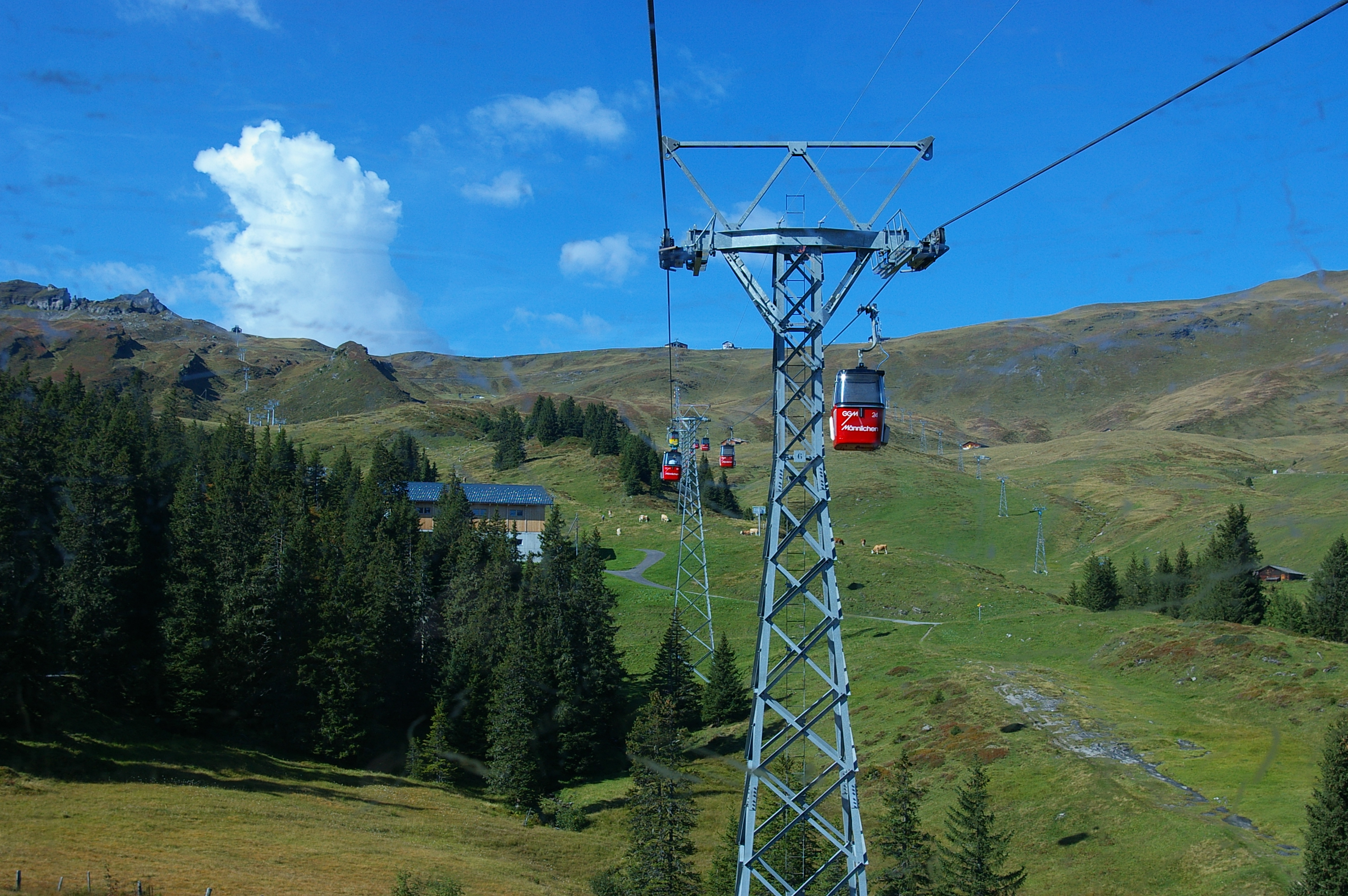
bovensectie met uitzicht op het bergstation

Bij de opening op 23 december 1978 was de baan met een totaallengte van 6,2 km de langste gondelbaan van de wereld die speciaal voor personenvervoer werd gebouwd. Sinds 1995 is de langste gondelbaan de Kuranda Skyrail in Australië.
De gondelbaan werd door de Habegger Maschinenfabrik in Thun als volautomatische Habegger-Einseil-Umlaufbahn gebouwd. De installatie werd in twee secties met ieder een 40-mm-kabel opgezet. In het tussenstation werden de vierpersoonsgondels automatisch van de ene kabel op de andere getransporteerd. De horizontale lengte van de eerste sectie is 3068 m, de tweede sectie heeft een lengte van 3003 m. De totale horizontale lengte is daarmee 6071 m. De werkelijke lengte van het traject is 3167 m, respectievelijk 3073 m. Dat is totaal 6240 m. Op het hele traject bevinden zich 52 pylonen. De langste pyloon is 38 m hoog. De aandrijving van beide kabels vindt plaats in het tussenstation. De vervoersnelheid is maximaal vier meter per seconde (14,4 kilometer per uur). De capaciteit is 900 personen per uur. De totale rit duurt ongeveer een half uur. 
Sinds de ingebruikname zijn stations meerdere malen verbouwd. In de herfst van 1989 is de kabel vernieuwd.
De eerste sectie beschikt in Itramen over een tussenuitstap Egg, die nauwelijks gebruikt wordt.

## Nieuwbouw
De concessie van de baan liep in 2016 af, maar werd verlengd tot april 2018. De baan wordt vanuit de nieuw te bouwen terminal in Grindelwald-Grund in twee richtingen uitgevoerd, de zogenaamde V-baan. Een 3S-gondelbaan naar de Eigergletscher en een tienpersoonsgondelbaan naar de Männlichen. Door het nieuwe treinstation Rothenegg van de Berner Oberland Bahn (BOB), vlak voor de ingang van het dorp, behoudt de V-baan aansluiting met openbaar vervoer. Er komt een overdekte verbinding tussen het treinstation en het dalstation. De realisatie van het V-baan project is gepland in de jaren 2018/2019.

### Traject naar de Männlichen
De vervoerstijd wordt 18 minuten. Verdubbeling van de capaciteit brengt deze naar 1800 personen per uur. Er komen 109 gondels en het aantal pylonen wordt teruggebracht naar 33 stuks.

### Traject naar de Eigergletsjer
Dit is een geheel nieuw traject. Het bestaat uit 44 gondels met 7 pylonen. De gondels hebben zitplaatsen voor 28 personen. De rit duurt 15 minuten met een capaciteit van 2400 personen per uur. In het dalstation is er verbinding met de BOB en naar de Männlichen. Het bergstation geeft toegang tot het treinstation Eigergletsjer van de Jungfraubahn JB.